# ハノーファー条約 (1725年)
ハノーファー条約（ハノーファーじょうやく、英語: Treaty of Hanover）は、1725年9月3日に、グレートブリテン王国、フランス王国、プロイセン王国の間で締結された条約。
スペイン王フェリペ5世の娘とフランス王ルイ15世の婚約が破棄されたため、フェリペ5世はハプスブルク家との同盟を選び、1725年4月30日にウィーン条約を締結した。これに対し、グレートブリテン王ジョージ1世はスペインとの紛争もあって同年9月3日にフランスとプロイセンとハノーファー条約を結び、反スペイン同盟を結成した。後にネーデルラント連邦共和国（オランダ）も加入した。